# Tignous
Bernard Verlhac, más conocido como Tignous (París, 21 de agosto de 1957 - ibíd., 7 de enero de 2015) fue un caricaturista francés y uno de los colaboradores de la revista satírica Charlie Hebdo.

## Carrera

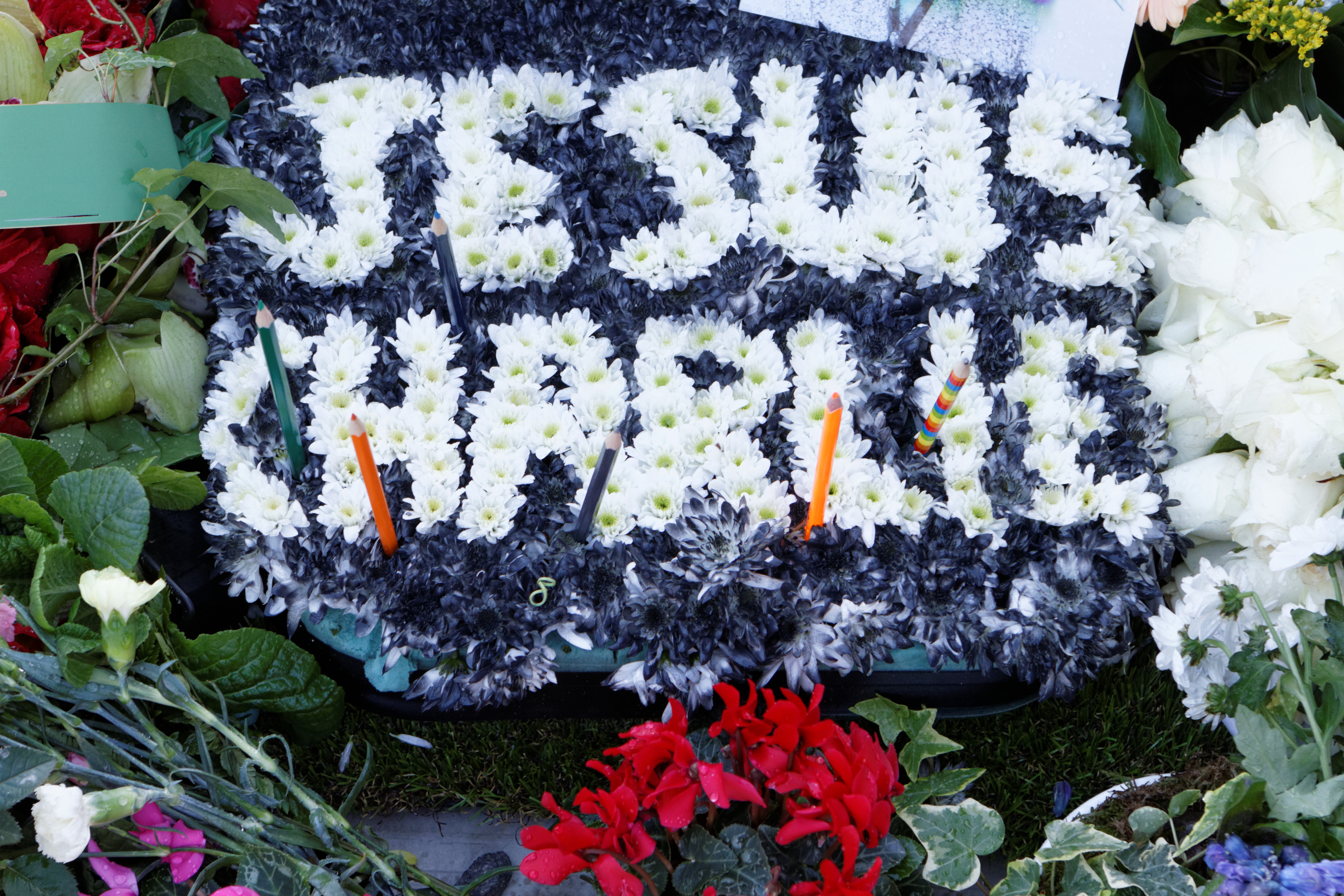
Sepultura de "Tignous" en el Cementerio Père-Lachaise.

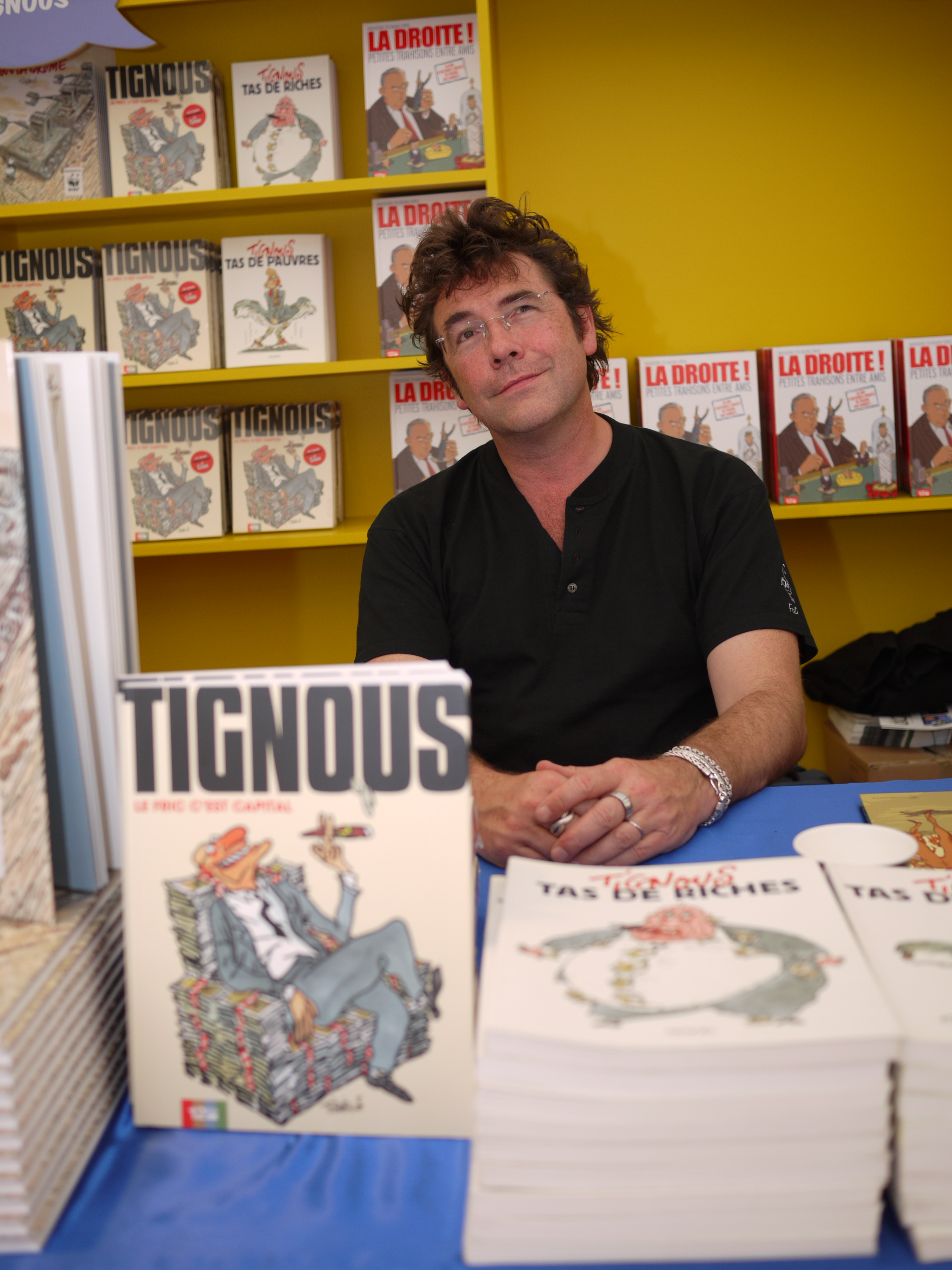
"Tignous" en el año 2010.

Bernard Verlhac nació en 1957. "Tignous" estudió dibujo en la escuela de la rue Madame, en París, continuando luego en la École Boulle. A principio de los años 1980 comenzó a dibujar para la prensa escrita, después de un ensayo en materia de cómics. Más tarde pasó por La Grosse Bertha y por L'Événement du jeudi (1987-1998), así como por L'Idiot International de Jean-Edern Hallier (1990).
En lo profesional como dibujante, "Tignous" también colaboró con L'Humanité y con L'Humanité Dimanche en el período 1990-2000, así como dibujó para otros numerosos semanarios, revistas, y magacines; la sola enumeración de los títulos de esas publicaciones, darán a los lectores noción de la amplitud y versatilidad de esos aportes : Charlie Mensuel (1982), Que Choisir ?, Phosphore, y La Croix (1981-1995), L'Équipe Magazine, Lire, Alternative Libertaire, Télérama, Science et Vie junior, Politis, Rouge, etc.
"Tignous" fue parte de Charlie Hebdo, del semanario Marianne y de la publicación mensual Fluide Glacial. Además dibujó para Télérama y L'Echo des Savenes.
El 7 de enero de 2015, "Tignous" fue asesinado en el atentado contra la sede de la revista Charlie Hebdo, donde dicho profesional trabajaba. El citado, junto a otros caricaturistas como Cabu, Wolinski, Charb y Honoré, el economista Bernard Maris y la psiquiatra Elsa Cayat, fueron víctimas de ese acto terrorista.

## Trabajos
- 1991: On s'énerve pour un rien
- 1999: Tas de riches
- 2006: Le Sport dans le sang
- 2008: C'est la faute à la société
- 2008: Le Procès Colonna
- 2010: Pandas dans la brumes
- 2010: Le Fric c'est capital
- 2011: 5 ans sous Sarkozy